# 巴爾比利亞國家公園

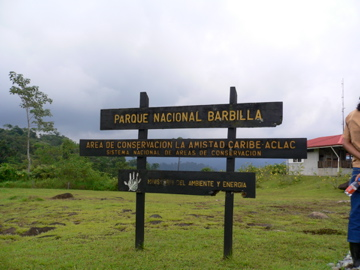

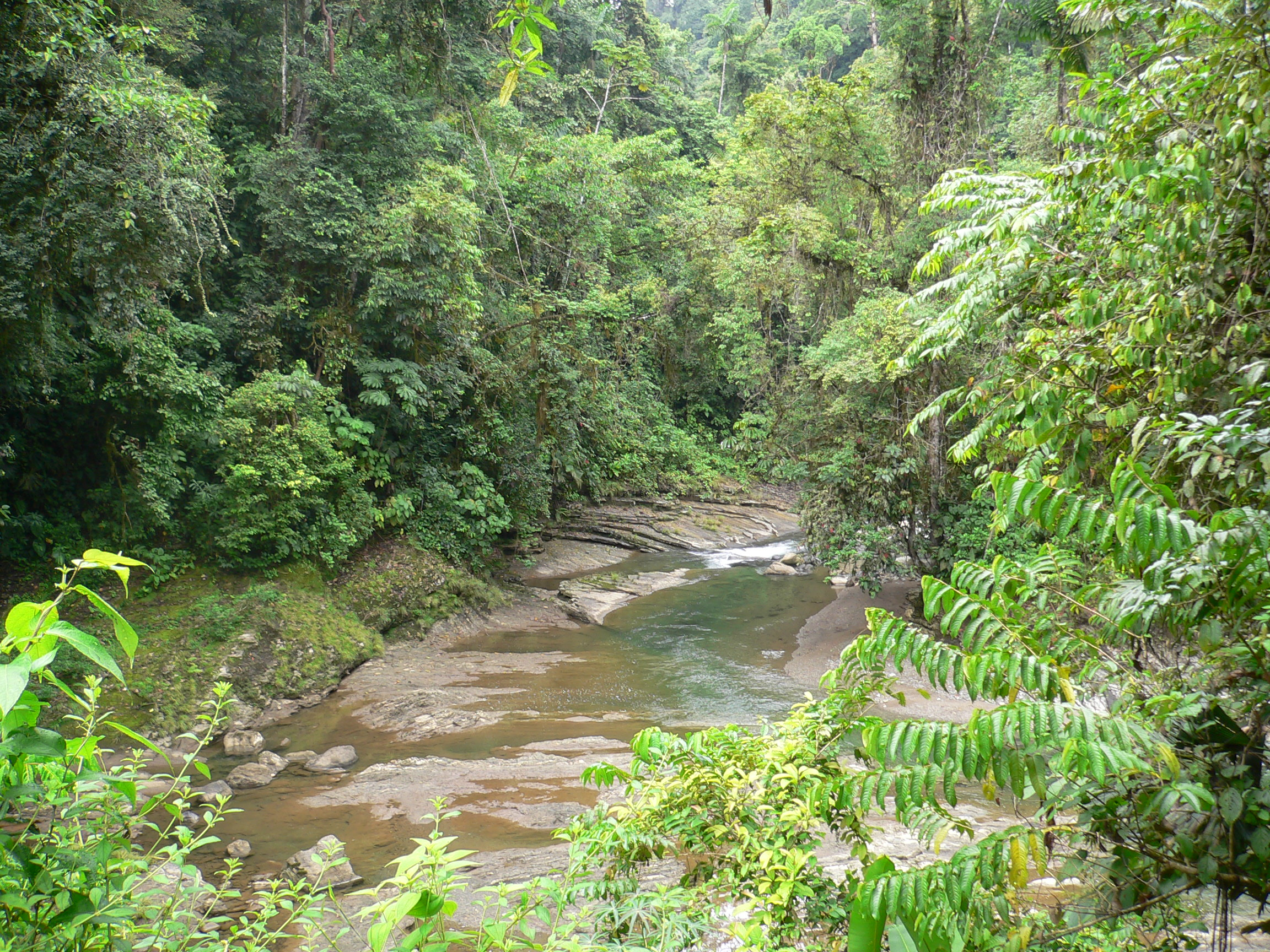

巴爾比利亞國家公園是哥斯達黎加的國家公園，位於該國東南部，由卡塔戈省和利蒙省負責管轄，面積119平方公里，成立於1982年3月16日。

## 外部連結
- Barbilla National Park （页面存档备份，存于） at Costa Rica National Parks